# Kvænangen språksenter
Kvænangen språksenter (nordsamiska: Návuona giellaguovddáš, kvänska: Navuono kielikeskus) är ett norskt språkcentrum för nordsamiska och kvänska i Kvænangens kommun i Troms fylke.
Kvænangens kommun öppnade i september 2018 Kvænangen språksenter i Sørstraumen. Det arbetar med språkutveckling och -undervisning på nordsamiska och kvänska.  